# Axel Jantsch
Axel Arthur Jantsch, född 20 december 1962 i Klagenfurt i Österrike, är professor vid Institutionen för Datateknik, Technische Universität Wien. Dessförinnan var han professor i elektroniksystemkonstruktion vid KTH. Mellan 2009 och 2014 var han chef för avdelningen Elektroniksystem och sedan 2012 även för forskningscentret iPack vid KTH Skolan för informations- och kommunikationsteknik.
Axel Jantsch hör till pionjärerna inom NoC - Network-on-chip och arbetar nu med tredimensionella nätverk på chip. Hans forskargrupp vid KTH var först i världen med att använda begreppet NoC i tryck.
Jantsch blev diplomingenjör i datavetenskap 1988 vid Technische Universität Wien och avlade doktorsexamen i datavetenskap 1992 vid samma universitet. Mellan 1993 och 1995 var han postdoktoral forskare vid KTH, varefter han arbetade vid Siemens i Wien. 1996 kom han tillbaka till KTH och blev 1997 universitetslektor, 2000 docent och 2002 utnämndes han till professor vid samma lärosäte. Sedan 2010 är han också docent vid Åbo universitet. Jantsch har tidigare också varit gästprofessor vid Technische Universität Wien, Fudanuniversitetet i Shanghai samt vid Kinesiska vetenskapsakademien i Shenzhen, Kina.

## Övriga Källor
- Jannecke Schulmann (2 mars 2009). ”Pionjär inom Network-on-chip”. KTH Skolan för informations- och kommunikationsteknik. http://www.kth.se/ict/forskning/elektroniksystem/intervjuer/pionjar-inom-network-on-chip-1.16398. Läst 12 mars 2014.
- ”KTH profilsida”. KTH. Arkiverad från originalet den 13 mars 2014. https://web.archive.org/web/20140313134617/https://www.kth.se/profile/axel/. Läst 13 mars 2014.
- Axel Jantsch (9 december 2013). ”Axel Jantsch”. http://web.it.kth.se/~axel/. Läst 12 mars 2014.
- ”Avdelningen Elektroniksystem”. KTH Skolan för informations- och kommunikationsteknik. 2 mars 2013. http://www.kth.se/en/ict/forskning/elektroniksystem. Läst 12 mars 2014.
- ”iPack VINN Excellence Center”. KTH Skolan för informations- och kommunikationsteknik. 2 mars 2012. http://www.kth.se/en/ict/forskning/centra/ipack. Läst 12 mars 2014.